# Панцержанский, Эдуард Самуилович
Эдуа́рд Самуи́лович (Само́йлович) Панцержа́нский (30 сентября (12 октября) 1887, Либава — 26 сентября 1937, Москва)— российский и советский военно-морской деятель, флагман 1-го ранга (21.11.1935), во время Гражданской войны командующий Онежской военной флотилией, начальник Морских сил Каспийского моря, Морских сил Чёрного моря. Начальник Морских сил СССР (1921—1924). Расстрелян в 1937 году   «делу Тухачевского». Реабилитирован посмертно.

## Биография
Родился в Либаве в семье обедневшего польского дворянина. Учился в Рижском Политехническом институте. В 1910 году окончил экстерном Морской кадетский корпус и 11 сентября был произведён в чин корабельного гардемарина, в 1913 году произведён в офицеры, служил на Балтийском флоте на линейном корабле «Слава» и крейсере «Рюрик».
Участник первой мировой войны 1914—1918 годов на Балтике, участвовал на эсминце «Гром» в Моонзундской операции 1917 года, был контужен. 6 декабря 1914 года произведён в чин лейтенанта. В 1916 году окончил Офицерский штурманский класс с присвоением 1 сентября звания минного офицера 2-го разряда. Затем флагманский минёр Шхерного отряда.
В феврале 1918 года избран начальником Шхерного отряда Балтийского моря.
С ноября 1918 года командовал Онежской военной флотилией, руководил в 1919 году Видлицкой, Лижемской и Повенецкой операциями против белогвардейцев и финских войск.
В 1920 году начальник обороны Кольского залива, начальник Морских сил Каспийского моря, с ноября 1920 года — начальник Морских сил Чёрного моря, а с апреля 1921 года помощник командующего войсками Украины и Крыма по морской части.
С ноября 1921 по апрель 1924 года — командующий Морскими силами Республики, а в апреле — декабре 1924 года начальник Морских сил СССР.
С декабря 1925 по сентябрь 1926 года — начальник Морских сил Чёрного моря. С конца 1926 года состоял для особых поручений при народном комиссаре по военным и морским делам К. Е. Ворошилове. Одновременно состоял председателем Уставной комиссии РККФ. С апреля 1932 года — начальник Учебно-строевого управления Управления Военно-морских сил РККА.
В марте 1937 года назначен начальником морского факультета и старшим руководителем кафедры Академии Генерального штаба РККА.

### Арест и расстрел
13 июня 1937 года арестован 5 отделом ГУГБ НКВД СССР в том числе на основании показаний заместителя командующего войсками Московского военного округа Б. М. Фельдмана. Несколько месяцев отрицал все обвинения, но в конце августа под физическим воздействием оговорил себя, «признав», что «был вовлечен в военно-фашистский заговор в РККА» заместителем наркома обороны СССР по Морским силам В. М. Орловым и командующим Балтийским флотом А. К. Сивковым. Внесен в Сталинский расстрельный список от 22 сентября 1937 года (за 1-ю категорию Сталин, Молотов, Жданов). По обвинению в преступлениях, предусмотренных п. «б» ст. 58-1, ст. 58-7 и 58-11 УК РСФСР, 26 сентября 1937 года Военная коллегия Верховного суда СССР под председательством В. Ульриха приговорила его к высшей мере наказания. Расстрелян в тот же день. Место захоронения - неизвестная могила Донского кладбища.
Была репрессирована и его жена Нонна Михайловна Панцержанская: арестована 16 июля 1937 года, приговорена Особым совещанием при наркоме внутренних дел СССР как член семьи изменника Родины (ЧСИР) к 8 годам исправительно-трудовых лагерей, освобождена из лагеря в Кемеровской области в сентябре 1943 года.
7 июля 1956 года реабилитирован Военной Коллегией Верховного Суда СССР, его дело было прекращено за отсутствием состава преступления.

## Награды
- Орден Красного Знамени (1925)